# Lorenz Strahlborn
Lorenz Strahlborn, auch Laurens, Staelborn, Strelborn oder Strahlenborn († 11. April 1753 in Lübeck) war ein deutscher Stück- und Glockengießer, der in Lübeck wirkte.

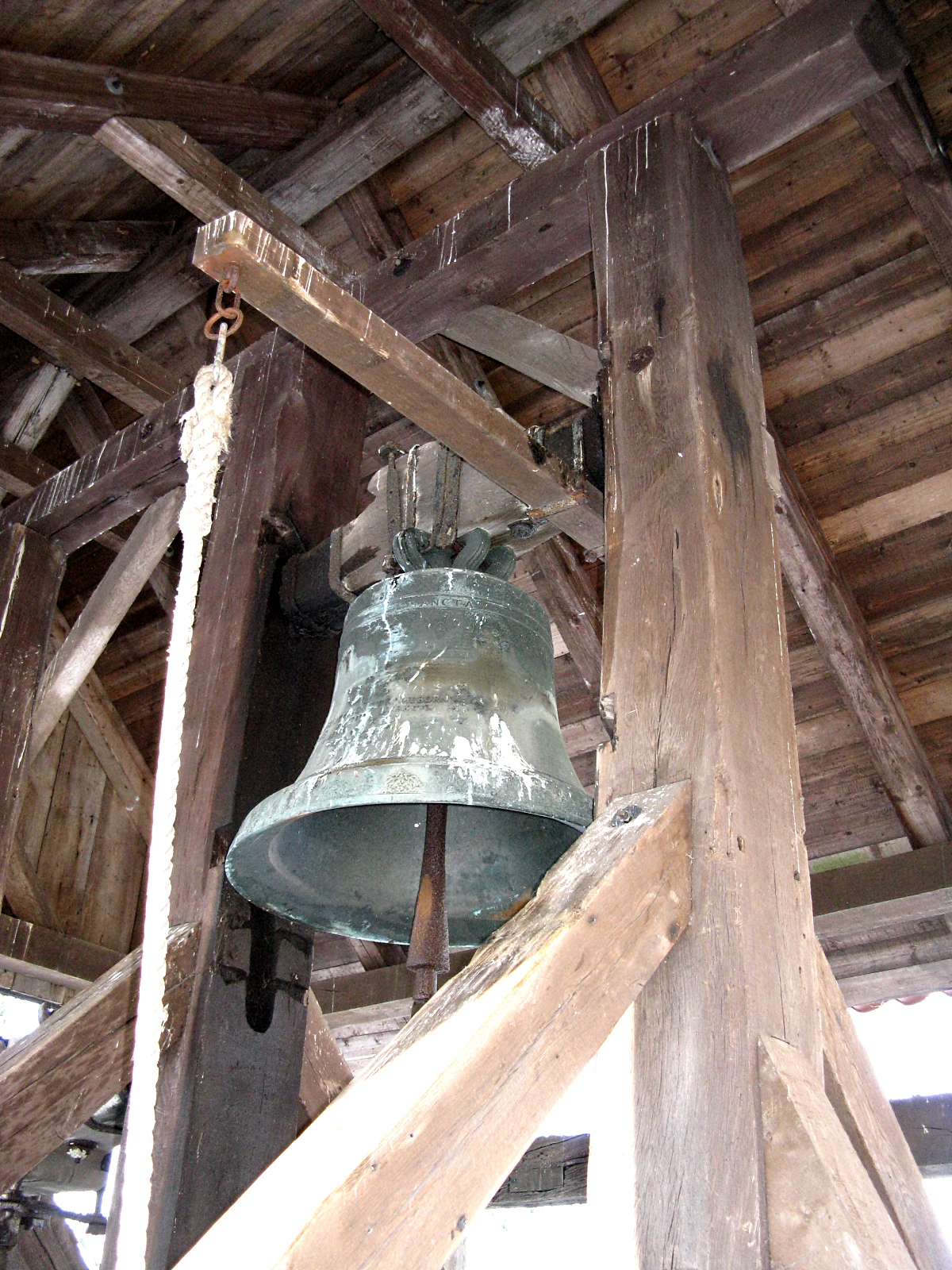
Glocke in Perlin

## Leben
Strahlborn stammte aus Narwa. Als Geselle hatte er auf dem kurfürstlich-sächsischen Gießhof in Dresden gearbeitet, war dann auf Wanderschaft gegangen und bekam 1723 dafür ein Attest. Nach dem Tod des Lübecker Ratsgießers Peter Christoph Geier im April 1713 bewarb sich Strahlborn im Dezember 1713 um die Stelle als Lübecker Ratsgießer, die ihm im Januar 1714 auch übertragen wurde. Im gleichen Jahr heiratete er Geiers Tochter Susanne Euphrosine. Die Hansestadt bestellte nicht nur für den eigenen Bedarf, sondern auch für den Export einen Ratsgießer, der das angesehene städtische Gießhaus an der Lastadie unter sich hatte. Der Ratsgießer war nicht angestellt, sondern wurde für eigene Rechnung tätig.
Die dauerhafte Überleitung des Gießereibetriebs auf seinen Sohn Dietrich Strahlborn (getauft 15. Juli 1715) gelang nicht, da dieser 1749 vor seinem Vater starb. Nachfolger als Ratsgießer wurde 1750 sein Schwager Johann Hinrich Armowitz.

## Werke
Strahlborns erste Glocke in Lübeck und gewissermaßen sein Probestück war im Oktober 1713 die Bet oder Bürgerglocke, die zweitgrößte Glocke im Geläut der Marienkirche. Sie wurde 1942 zerstört. Theodor Hach verzeichnet in seiner Lübecker Glockenkunde über 100 Glocken der Strahlborns im Lübecker Umland und in den Kirchen von Schleswig-Holstein und Mecklenburg. In Dänemark sind heute 15 Glocken von Strahlborn nachgewiesen. In der Nikolaikirche Wismar hängen zwei von ihm umgegossene Glocken, die Wächterglocke von 1727 und die große Glocke von 1732. In der Dorfkirche in Herrnburg hängt eine Glocke von ihm aus dem Jahr 1731, zusammen mit zwei weiteren Glocken.
Die Bürgerglocke in der Jakobikirche wurde von ihm im Jahr 1743 aus mehreren älteren Glocken gegossen. Sie ist die größte erhaltene Glocke von Lorenz Strahlborn, hat ein Gewicht von 3338 kg und trägt folgende Inschrift:
Im Jahr 1745 erhielt Strahlborn, gleichsam als Krönung seines Lebenswerkes, den Auftrag zum Neuguss der großen Pulsglocke im Lübecker Dom. Er leitete die umfangreichen Vorarbeiten wohl noch selbst, überließ den Guss aber, vermutlich aus Alters- und Krankheitsgründen, seinem Sohn Dietrich. Mit der Zerstörung des Lübecker Domes 1942 ging die größte und schwerste Glocke Lübecks mit einem Durchmesser von 2,32 m und einem Gewicht von ca. 8000 kg zugrunde, die je zwischen Lübeck und Stralsund erklungen ist.